# Inma Serrano
Inma Serrano (Alicante, 1968) è una cantante spagnola.

## Biografia
Ha vissuto ad Alicante, Barcellona e Madrid e ha lavorato con vari programmi televisivi come Operazione Trionfo e umanitari come Cuarto Mundo.

## Discografia
- 1995 - Inma Serrano (Premio especial MTV España videoclip "De sobra lo sabes")
- 1997 - Cantos de sirena
- 1999 - Rosas de papel
- 2003 - Soy capaz & Pequeñas joyas
- 2004 - Grandes éxitos
- 2006 - Polvo de estrellas (CD/DVD dal vivo)
- 2008 - Inma I (in catalano)
- 2009 - Inma II (in castigliano)
- 2010 - Voy a ser sincera